# Pachylophus splendidus
Pachylophus splendidus är en tvåvingeart som beskrevs av Adams 1905. Pachylophus splendidus ingår i släktet Pachylophus och familjen fritflugor. Inga underarter finns listade i Catalogue of Life.